# 제80차 유엔 총회
제80차 유엔 총회는 유엔 총회의 차기 회기로, 2025년 9월 9일에 시작될 예정이다. 유엔 총회 의장은 서유럽과 기타 지역 그룹에서 선출될 예정이다.

## 회기 구성

### 의장
2025년 6월 2일, 독일의 전 외무장관 아날레나 베어보크가 유엔 총회 의장으로 선출되었다.
| 후보              | 본국           | 득표수 | %      |
| ----------------- | -------------- | ------ | ------ |
| 아날레나 베어보크 | 독일           | 167    |        |
| 헬가 슈미트       | 독일           | 7      |        |
|                   |                |        |        |
| 유효표            | 유효표         | 188    | 100.00 |
| 백지 및 무효표    | 백지 및 무효표 | 0      | 0.00   |
| 합계              | 합계           | 174    | 100.00 |
| 기권              | 기권           | 14     |        |
| 등록 / 참여       | 등록 / 참여    | 193    |        |

### 부의장
총회는 다음 국가들을 제80차 회기의 부의장으로 선출했다.
유엔 안전 보장 이사회 상임이사국 5개국:
- 중화인민공화국
- 프랑스
- 러시아
- 영국
- 미국

그리고 다음 국가들:
- 안도라
- 아르헨티나
- 방글라데시
- 카보베르데
- 콩고 민주 공화국
- 케냐
- 레바논
- 레소토
- 몰디브
- 몬테네그로
- 세인트키츠 네비스
- 사우디아라비아
- 세네갈
- 동티모르
- 튀니지
- 베네수엘라

### 위원회
| 이름                         | 국가       | 직위   |
| ---------------------------- | ---------- | ------ |
| 마우리치오 마사리            | 이탈리아   | 의장   |
| 암르 에삼 엘딘 사데크 아메드 | 이집트     | 부의장 |
| 파윈랏 마하구나              | 태국       | 부의장 |
| 야쿠프 야로스                | 폴란드     | 부의장 |
| 아나 마리셀라 아빌라 베세릴  | 코스타리카 | 보고관 |

| 이름                 | 국가   | 직위   |
| -------------------- | ------ | ------ |
| 라민 B. 디바         | 감비아 | 의장   |
| 베로니카 가르바치    | 폴란드 | 부의장 |
| 안드레스 나푸리 피타 | 페루   | 부의장 |
| 제니 미콜라          | 핀란드 | 부의장 |
| 자비드 모메니        | 이란   | 보고관 |

| 이름                     | 국가          | 직위   |
| ------------------------ | ------------- | ------ |
| 셰르드차이 차이바이비드  | 태국          | 의장   |
| 글렌티스 토마스          | 앤티가 바부다 | 부의장 |
| 카타리나 안드리치        | 크로아티아    | 부의장 |
| 지네브라 올리바          | 이탈리아      | 부의장 |
| 에드나 스테파니 윌리엄스 | 가나          | 보고관 |

| 이름                            | 국가       | 직위   |
| ------------------------------- | ---------- | ------ |
| 호세 알베르토 브리즈 구티에레스 | 과테말라   | 의장   |
| 조셀린 퀴샤카                   | 부룬디     | 부의장 |
| 노엘 노비시오                   | 필리핀     | 부의장 |
| 라파엘 루파허                   | 오스트리아 | 부의장 |
| 다비드 나기                     | 헝가리     | 보고관 |

| 이름                   | 국가   | 직위   |
| ---------------------- | ------ | ------ |
| 주잔나 호르바트        | 헝가리 | 의장   |
| 바드렐딘 바히트        | 수단   | 부의장 |
| 모하마드 타기 암롤라히 | 이란   | 부의장 |
| 에릭 비요르크          | 스웨덴 | 부의장 |
| 바딤 벨로니            | 칠레   | 보고관 |

| 이름                            | 국가      | 직위   |
| ------------------------------- | --------- | ------ |
| 레일라 로라-산토스              | 필리핀    | 의장   |
| 에스텔라 메르세데스 은제 만소고 | 적도 기니 | 부의장 |
| 마레크 주칼                     | 체코      | 부의장 |
| 루시아 테레사 솔라노 라미레스   | 콜롬비아  | 부의장 |
| 위테케 테우웬                   | 네덜란드  | 보고관 |

### 일반 토론
총회 각 회원국 대표는 자국의 현안과 유엔 총회가 앞으로 나아갈 방향에 대한 기대를 발표할 것이다. 이는 회원국들이 국제적인 관심사에 대해 의견을 개진할 기회이다.
연설자 순서는 회원국, 옵서버 국가 및 초국가적 기구 순으로 정해진다. 다른 옵서버 단체들은 원할 경우 토론 마지막에 발언할 기회를 얻는다. 연설자는 요청 순서대로 목록에 오르며, 장관 및 동급 또는 상급 정부 관료는 특별히 고려된다. 일반 토론 규정에 따라 성명은 아랍어, 중국어, 영어, 프랑스어, 러시아어 또는 스페인어 중 유엔 공식 언어로 발표되어야 하며, 유엔 번역가가 번역할 것이다. 각 연설자는 번역을 용이하게 하고 연단에서 발표하기 위해 성명서 사본 350부를 회의 관계자에게 미리 제공해야 한다.